# Jardin botanique de l'université de Zurich

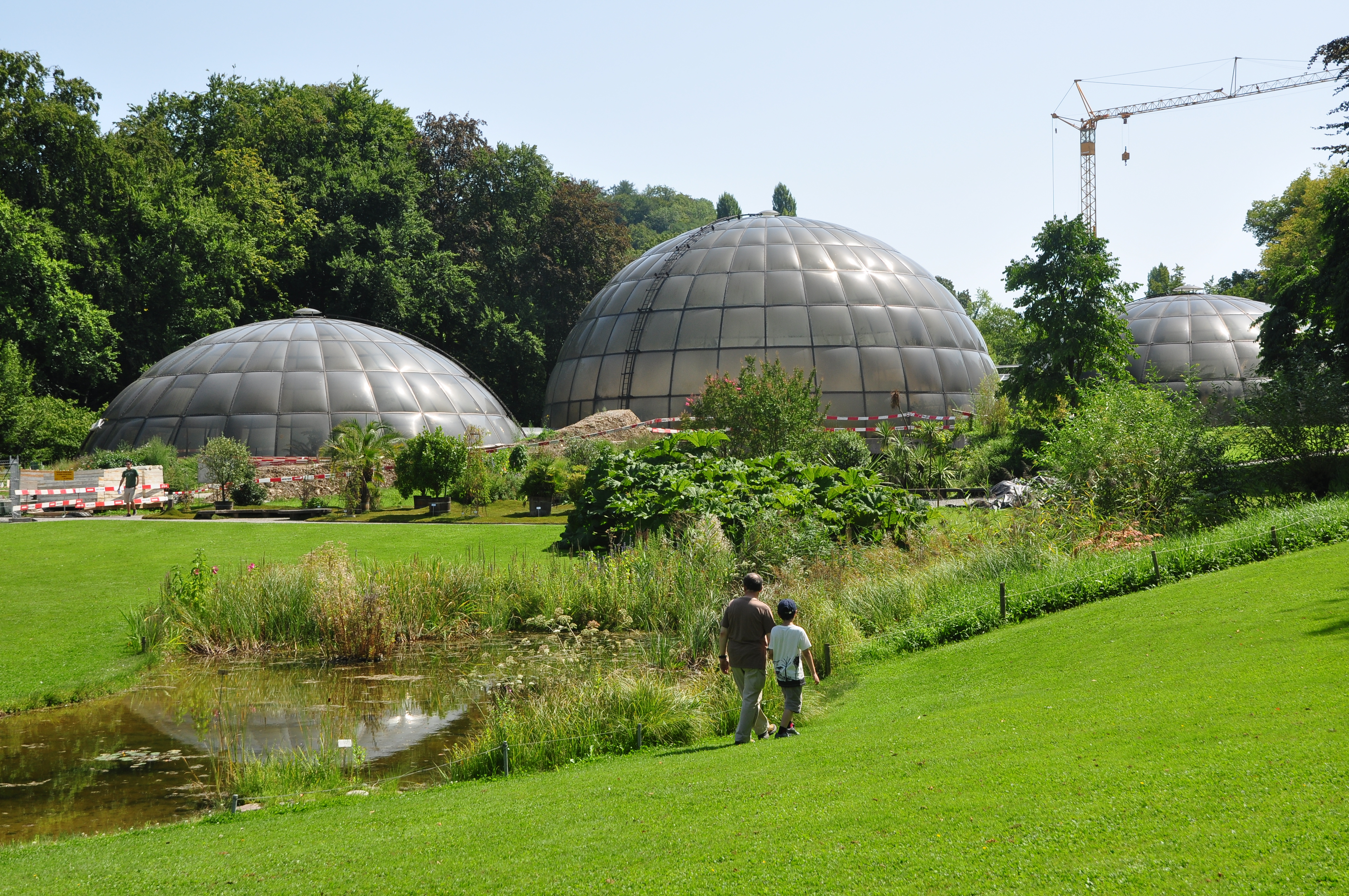
Vue du jardin botanique avec les trois serres modernes

Le jardin botanique de l'université de Zurich (Botanischer Garten der Universität Zürich) est un jardin botanique situé à Zurich en Suisse. Il ne doit pas être confondu avec l'ancien jardin botanique de Zurich situé en centre-ville. Celui-ci a été inauguré en 1977 à la Zollikerstrasse dans le quartier de Weinegg ; tous deux sont inscrits comme bien culturel suisse d'importance nationale.

## Historique
Le nouveau jardin botanique a été établi entre 1972 et 1977 en périphérie de Zurich. Il se trouve dans l'ancienne commune de Riesbach, sur le site de l'ancienne villa Schönau (vers 1865) vendue au canton de Zurich à condition que la parcelle soit utilisée par l'Université de Zurich. Le Bureau d'architecture Hubacher et Issler, qui avait déjà travaillé sur ce projet dès les années 1960, a été chargé de la finalisation du concept, en collaboration avec les architectes paysagers Fred Eicher (1927-2010) et Ernst Meili (1920-1979).

## Biotopes
Plusieurs biotopes sont reconstitués dans le jardin pour l'acclimatation d'espèces végétales :
- Le jardin méditerranéen
- L'oued, pour les plantes de zones arides
- Le jardin des plantes tinctoriales
- Le jardin printanier
- L'alpinum avec des plantes de montagnes originaires de différents continents
- L'étang avec des plantes aquatiques
- Le jardin des plantes médicinales
- Des expositions estivales montrent aussi des plantes carnivores, divers Lithops et succulentes

## Serres
De plus, le jardin botanique dispose de trois serres hémisphériques qui sont aménagées en fonction de climats différents : la plus grande est consacrée aux plantes tropicales, les autres aux plantes subtropicales et aux plantes de savanes. On peut admirer de nombreuses espèces de palmiers, de fougères arborescentes, d'orchidées, etc., ainsi que trois aquariums qui reconstituent l'atmosphère des fleuves d'Afrique centrale, d'Amérique du Sud et d'Asie du Sud-Est.